# شهيد بهشتي (مقاطعة فهرج)
شهيد بهشتي (بالإنجليزية: Tolombeh-ye Shahid Beheshti, Fahraj)‏ هي مستوطنة تقع في ناحية نغين كوير في إيران. يقدر عدد سكانها بـ 140 نسمة .